# Aberdeenbrücke
Die Aberdeen-Brücke (englisch Aberdeen Bridge) ist eine Straßenbrücke über den Aberdeen Creek in der sierra-leonischen Hauptstadt Freetown. Sie ist etwa 270 Meter lang.
Die Aberdeen-Brücke spielt eine herausragende verkehrstechnische Rolle und verbindet die Stadtteile Aberdeen und Murray Town.